# Спирихин, Сергей Олегович
Сергей Олегович Спири́хин (род. 1963, Северодвинск, СССР) — российский прозаик и художник.

## Биография
Родился в 1963 году в Северодвинске. Учился в художественном училище г. Иваново. В конце 1980-х годов переехал в Ленинград, где посещал поэтическую студию Виктора Сосноры, изучал философию в Религиозно-философской школе. В искусстве (как в вербальном, так и в изобразительном) тяготеет к эстетике абсурда, авангардной технике. С 2002 года живёт в Австрии (Вена).
В 1989 году совместно с Виталием Степановым, Андреем Кудряшовым, Ингой Нагель написал книгу «Манифесты», содержавшую самые различные манифесты — от «манифеста пошляков», до «манифеста классицистов». Приблизительно в это же время издавал журнал «Художественная литература». В 1993 году выходит книга «Философия Сё», которая по сей день является своеобразным философско-художественным кредо Спирихина, а также книга сказок, под псевдонимом Мяо Мевяо, где эстетика абсурда и сочетается с буддийским началом, переосмысленным в духе авангарда, а проза сочетается с верлибром. «Философия Сё», написанная одновременно в духе манифеста и трактата по онтологии, послужила импульсом целому направлению в творчестве Спирихина, именуемому «сёизм».
В 1996 Спирихин, совместно с Вадимом Флягиным, Игорем Паниным, Владимиром Козиным и Ингой Нагель выступил одним из инициаторов создания художественного арт-товарищества «Новые тупые», в деятельности которого до сих пор принимает активное участие.
Имеет многочисленные публикации в журналах Узбекистана, России, Австрии, Германии («Юность», «Звезда Востока», «Митин журнал», «Сумерки», «Максимка», «Венские витийства», «Новая русская книга», «Воздух», «Русская проза» и др.)
Один из последних проектов С. Спирихина, над которым работает художник и литератор — авангардный арт-проект синтетической направленности «Памятник русскому (советскому) интеллигенту»
"Сергей Спирихин — один из наиболее ярких петербургских писателей, творчество которого (в частности, книга «Философия Се») не только оказало значительное влияние на формирование петербургского литературного контекста 90-х, но и имевшее продолжение в целом направлении в актуальном искусстве Петербурга. И «Russen Disco» и «Конина» меньше всего напоминают литературу в привычном смысле этого слова. Разнородные и довольно-таки обрывочные впечатления, расположенные в хронологическом порядке, и истории, по своей нереальности приближающиеся то ли к анекдоту, то ли к фантастике, по принципу своего построения — от спонтанных «истории о» до «импровизаций на тему» — могли бы быть отнесены к жанру текстового перформанса, если бы таковой существовал
- Из статьи «Oktober Fest» в Санкт-Петербурге
Один из запомнившихся перфоменс-скандалов приводит в своей статье В Журнальном Зале"Фестиваль верлибра(X Московский фестиваль свободного стиха, Музей Маяковского, 10—11 мая 2003 г.)" Дмитрий Кузьмин « …на фестивале „Genius Loci“ в Санкт-Петербурге (сентябрь 1998 года) Сергей Спирихин организовал появление на сцене, в одном ряду с Виктором Кривулиным, Аркадием Драгомощенко, Сергеем Гандлевским и другими авторами, безымянной старушки с орденскими планками, декламировавшей графоманские политические стихи, — старушку, в силу её ветхости, невозможно было удалить со сцены, так что переполненному залу Музея Пушкина на Мойке пришлось выслушать её до конца…»

## Награды и премии
- Лауреат Премии Андрея Белого (Победитель — в 2004, входил шорт-лист в 2001).

## Интернет-публикации
- Журнальный зал, Речь С. Спирихина при вручении Премии Андрея Белого (недоступная ссылка)
- ВОЗМОЖНО, БЕККЕТ… (С. Спирихин)
- Журнальный зал «Новая Русская Книга», № 3-4 за 2001 г.